# ケネス・シムズ
ケネス・ウェイン・シムズ（Kenneth Wayne Sims、1959年10月31日 - 2025年3月21日）は、アメリカ合衆国テキサス州コッセ出身のアメリカンフットボール選手。ポジションはディフェンシブエンド。ニューイングランド・ペイトリオッツでプレーした彼は、NFLドラフト全体1位指名選手であるがゆえに、しばしば期待外れに終わった選手として名前が挙がる。

## 経歴
高校のジュニアの時にいったんは、アメリカンフットボールを辞めたが、シニアの時にアメリカンフットボールを再開、ラインバッカー、フルバック、タイトエンドでプレーした。
テキサス大学では2年次にスティーブ・マクマイケル、ビル・アッカーの控えを務めた。3年次には131タックルをあげてオールアメリカンに選ばれた。4年次はテキサス大学の選手として初めてロンバルディ賞に選ばれた。
ドラフト指名前の1982年1月、コカインの陽性反応を示したが、彼の代理人は、足の骨折からの治療のためと説明した。1982年のNFLドラフト全体1位でニューイングランド・ペイトリオッツから指名された。その年のNFLドラフト2巡でペイトリオッツは、後にプロフットボール殿堂入りを果たすアンドレ・ティペットを獲得した。
1984年、全16試合に出場したが3.5サックに終わった。
1985年には5.5サックをあげた。このシーズン、チームは第20回スーパーボウルに進出した。スーパーボウルでシカゴ・ベアーズに敗れた後、マリファナの不法所持で留置場に入れられ、5000ドルの罰金を払った。
1988年は、アキレス腱断裂の影響で1試合の出場に終わった。
1990年6月、コカインの不法所持で逮捕された彼はチームのトレーニングキャンプに参加することなく、ペイトリオッツから解雇された。
偉大なディフェンシブエンドになると期待されていたが、8シーズンのプロ生活でわずか17サックにとどまった。
2025年3月21日、自宅で死去。